# Det Gamle Slot (Athen)
 For alternative betydninger, se Det Gamle Slot. (Se også artikler, som begynder med Det Gamle Slot)
Det Gamle Slot (græsk: Παλαιά Ανάκτορα, Palaiá Anáktora) er et slot i det centrale Athen i Grækenland, der er sæde for Grækenlands parlament. Slottet blev opført mellem 1836 og 1843 som det første kongeslot i det moderne Grækenland. Det ligger ved Syntagmapladsen i centrum af Athen og har huset Grækenlands parlament siden 1934.

## Historie
Slottet blev opført af den bayerske arkitekt Friedrich von Gärtner for Kong Otto 1. af Grækenland og hans hustru, Dronning Amalie, med midler doneret af Ottos far, Kong Ludvig 1. af Bayern. Tidligere forslag havde placeret slottet på Omoniapladsen, Kerameikos og på Akropolis.
Byggeriet begyndte i 1836 og blev færdigt i 1843. Da det var residensslot for Grækenlands konger i næsten et århundrede, bliver det af og til omtalt som Det Gamle Slot.
Efter skader ved en brand i 1909 blev det istandsat i længere tid. Under istandsættelsen flyttede kongen og kongefamilien deres residens til Kronprinsens Palads, der herefter blev kendt som Det Nye Slot.
Enkelte medlemmer af kongefamilien som enkedronning Olga, vedblev at bo i Det Gamle Slot til 1922. Efter monarkiets afskaffelse i 1922, blev bygningen brugt til flere formål.
I november 1929 besluttede den græske regering, at bygningen skulle huse Grækenlands parlament. Efter en omfattende renovering flyttede senatet ind i slottet den 2. august 1934, fulgt af den femte nationalforsamling den 1. juli 1935. Selv om monarkiet blev genindført i Grækenland i 1935, vedblev slottet at fungere som parlamentsbygning.

## Eksterne links
- Det Græske Parlaments hjemmeside
- Parlamentsbygningens historie

37°58′31″N 23°44′13″Ø / 37.97528°N 23.73694°Ø